# 퇴마: 무녀굴
《퇴마: 무녀굴》은 2015년에 개봉한 대한민국의 영화이다.

## 캐스팅
- 김성균 : 신진명 역
- 유선 : 김금주 역
- 천호진 : 강 목사 역
- 차예련 : 주혜인 역
- 김혜성 : 박지광 역
- 임화영 : 석정 역
- 이규정 : 유리 역
- 윤지민 : 이세연 역
- 이주실 : 돌순어멍 역
- 김미경 : 춘애 역
- 김기천 : 유 목사 역
- 전수지 : 이영례 역
- 김소진 : 수혜 역
- 오연아 : 옥련 역
- 김난희 : 동네 여인 역
- 김예준 : 어린시절 진명 역
- 한갑수 : 책임PD 역
- 김예은 : 젊은 돌순어멍 역
- 이상희 : 성지원 원장 역
- 신미영 : 가사도우미 역
- 한창현 : 소아과 의사 역
- 이미윤 : 조문객여자 1 역
- 이새로미 : 조문객여자 2 역
- 황세원 : 조문객여자 3 역
- 이승희 : 조문객여자 4 역
- 차승호 : 전공의 역
- 장희령 : 여기자 역
- 원진아 : 성지원 직원 역
- 양지웅 : 사무직 1 역
- 김정화 : 큐레이터 1 역
- 이유주 : 큐레이터 2 역
- 정윤선 : 큐레이터 3 역
- 박재정 : 주열 역 (우정출연)